# Misaki Doi
Misaki Doi (Japans: 土居 美咲, Doi Misaki) (Oamishirasato, 29 april 1991) is een professioneel tennisspeelster uit Japan. Haar favoriete ondergrond is hardcourt.

## Loopbaan

### Enkelspel
In 2006 speelde Doi in Japan haar eerste ITF-toernooi – zij bereikte er meteen de halve finale. Zij won in 2009 kleine ITF-toernooien van Kofu (Japan) en Tokio (Japan). In 2010 won zij het $75.000-toernooi van Toyota (Japan). In totaal won zij acht ITF-titels, de laatste in 2021 in Tyler (VS).
In 2015 won Doi haar eerste WTA-titel op het toernooi van Luxemburg. In de finale versloeg zij de Duitse Mona Barthel in drie sets: 6-4, 6-7, 6-0. In totaal won zij drie WTA-titels, de laatste in 2019 in Båstad.
Haar beste resultaat op de grandslamtoernooien is het bereiken van de vierde ronde, op Wimbledon 2016. Haar hoogste notering op de WTA-ranglijst is de 30e plaats, die zij bereikte in oktober 2016.

### Dubbelspel
Doi was in het dubbelspel minder actief dan in het enkelspel. Zij debuteerde in 2008 op het ITF-toernooi van Gifu (Japan), samen met landgenote Kanae Hisami. Later dat jaar stond zij voor het eerst in een finale, op het ITF-toernooi van Miyazaki (Japan), samen met landgenote Kurumi Nara – hier veroverde zij haar eerste titel, door het Japanse duo Kimiko Date-Krumm en Tomoko Yonemura te verslaan. In totaal won zij zeven ITF-titels, de laatste in 2018 in Suzhou (China).
In 2011 speelde Doi voor het eerst op een WTA-hoofdtoernooi, op het toernooi van Washington, samen met de Canadese Eugenie Bouchard. Zij stond in 2013 voor het eerst in een WTA-finale, op het toernooi van Nanjing, samen met de Chinese Xu Yifan – hier veroverde zij haar eerste titel, door het koppel Jaroslava Sjvedova en Zhang Shuai te verslaan. In totaal won zij zes WTA-titels, de laatste in 2022 in Båstad, samen met de Zweedse Rebecca Peterson.
Haar beste resultaat op de grandslamtoernooien is het bereiken van de derde ronde. Haar hoogste notering op de WTA-ranglijst is de 77e plaats, die zij bereikte in mei 2021.

### Tennis in teamverband
In de periode 2011–2020 maakte Doi deel uit van het Japanse Fed Cup-team – zij behaalde daar een winst/verlies-balans van 11–11. In 2013 speelde zij in de eerste ronde van de Wereldgroep I – het team verloor van de Russische dames.

## Posities op de WTA-ranglijst
Positie per einde seizoen:
| jaar | rang enkelspel | rang dubbelspel |
| ---- | -------------- | --------------- |
| 2008 | 613            | 593             |
| 2009 | 200            | 311             |
| 2010 | 158            | 250             |
| 2011 | 106            | 518             |
| 2012 | 97             | 795             |
| 2013 | 89             | 158             |
| 2014 | 122            | 101             |
| 2015 | 60             | 172             |
| 2016 | 38             | 168             |
| 2017 | 119            | 192             |
| 2018 | 139            | 109             |
| 2019 | 74             | 110             |
| 2020 | 82             | 80              |
| 2021 | 105            | 113             |

## Resultaten grandslamtoernooien
| Legenda | Legenda                          |
| ------- | -------------------------------- |
| g.t.    | geen toernooi gehouden           |
| l.c.    | lagere categorie                 |
| –       | niet deelgenomen                 |
| G       | uitgeschakeld in de groepsfase   |
| 1R      | uitgeschakeld in de eerste ronde |
| 2R      | uitgeschakeld in de tweede ronde |
| 3R      | uitgeschakeld in de derde ronde  |
| 4R      | uitgeschakeld in de vierde ronde |
| KF      | uitgeschakeld in de kwartfinale  |
| HF      | uitgeschakeld in de halve finale |
| F       | de finale verloren               |
| W       | het toernooi gewonnen            |
| w-v     | winst/verlies-balans             |

### Enkelspel
| toernooi        | 2010 | 2011 | 2012 | 2013 | 2014 | 2015 | 2016 | 2017 |    | 2019 | 2020 | 2021 | 2022 |
| --------------- | ---- | ---- | ---- | ---- | ---- | ---- | ---- | ---- | -- | ---- | ---- | ---- | ---- |
| Australian Open | –    | –    | –    | 2R   | 1R   | –    | 1R   | 1R   | 1R | 1R   | 1R   | 1R   |      |
| Roland Garros   | 1R   | –    | –    | 1R   | 1R   | 2R   | 1R   | 1R   | 1R | 1R   | 1R   | 1R   |      |
| Wimbledon       | –    | 3R   | 1R   | 1R   | 2R   | 1R   | 4R   | 1R   | –  | g.t. | 1R   | 1R   |      |
| US Open         | –    | 1R   | –    | 1R   | 1R   | 2R   | 1R   | 1R   | 1R | 1R   | 2R   | –    |      |

### Vrouwendubbelspel
| toernooi        | 2013 | 2014 | 2015 | 2016 | 2017 |      | 2020 | 2021 | 2022 |
| --------------- | ---- | ---- | ---- | ---- | ---- | ---- | ---- | ---- | ---- |
| Australian Open | 1R   | 1R   | –    | 1R   | 1R   | 3R   | 1R   | –    |      |
| Roland Garros   | 2R   | –    | –    | 2R   | 1R   | 2R   | 2R   | 3R   |      |
| Wimbledon       | –    | –    | 1R   | 2R   | 2R   | g.t. | 2R   | –    |      |
| US Open         | –    | 2R   | –    | 1R   | 2R   | –    | 1R   | –    |      |

## Palmares
| Legenda                 |
| ----------------------- |
| Grandslamtoernooi       |
| Olympische Spelen       |
| Year-End Championships  |
| Premier Mandatory       |
| Premier Five / WTA 1000 |
| Premier / WTA 500       |
| International / WTA 250 |
| Challenger / WTA 125    |

### WTA-finaleplaatsen enkelspel
| nr.              | finale     | toernooi              | ondergrond    | tegenstandster     | score         |         |
| ---------------- | ---------- | --------------------- | ------------- | ------------------ | ------------- | ------- |
| gewonnen finales |            |                       |               |                    |               |         |
| 1.               | 2015-10-25 | WTA Luxemburg         | hardcourt (i) | Mona Barthel       | 6-4, 6-7, 6-0 | details |
| 2.               | 2016-03-19 | WTA San Antonio       | hardcourt     | Anna-Lena Friedsam | 6-4, 6-2      | details |
| 3.               | 2019-07-13 | WTA Båstad            | gravel        | Danka Kovinić      | 6-4, 6-4      | details |
| verloren finales |            |                       |               |                    |               |         |
| 1.               | 2015-11-22 | WTA Taipei            | tapijt (i)    | Tímea Babos        | 5-7, 3-6      | details |
| 2.               | 2016-02-14 | WTA Kaohsiung         | hardcourt     | Venus Williams     | 4-6, 2-6      | details |
| 3.               | 2019-09-15 | WTA Japan (Hiroshima) | hardcourt     | Nao Hibino         | 3-6, 2-6      | details |
| 4.               | 2020-03-08 | WTA Indian Wells 125K | hardcourt     | Irina-Camelia Begu | 3-6, 3-6      | details |

### WTA-finaleplaatsen vrouwendubbelspel
| nr.              | finale     | toernooi              | ondergrond    | partner               | tegenstandsters                       | score            |         |
| ---------------- | ---------- | --------------------- | ------------- | --------------------- | ------------------------------------- | ---------------- | ------- |
| gewonnen finales |            |                       |               |                       |                                       |                  |         |
| 1.               | 2013-11-03 | WTA Nanjing           | hardcourt     | Xu Yifan              | Jaroslava Sjvedova Zhang Shuai        | 6-1, 6-4         | details |
| 2.               | 2014-07-20 | WTA Istanbul          | hardcourt     | Elina Svitolina       | Oksana Kalasjnikova Paula Kania       | 6-4, 6-0         | details |
| 3.               | 2018-01-27 | WTA Newport Beach     | hardcourt     | Jil Teichmann         | Jamie Loeb Rebecca Peterson           | 7-6, 1-6, [10-8] | details |
| 4.               | 2019-07-13 | WTA Båstad            | hardcourt     | Natalja Vichljantseva | Alexa Guarachi Danka Kovinić          | 7-5, 6-7, [10-7] | details |
| 5.               | 2019-09-15 | WTA Japan (Hiroshima) | hardcourt     | Nao Hibino            | Christina McHale Valerija Savinych    | 3-6, 6-4, [10-4] | details |
| 6.               | 2022-07-08 | WTA Båstad            | gravel        | Rebecca Peterson      | Mihaela Buzărnescu Irina Chromatsjova | walk-over        | details |
| verloren finales |            |                       |               |                       |                                       |                  |         |
| 1.               | 2015-09-20 | WTA Japan (Tokio)     | hardcourt     | Kurumi Nara           | Chan Hao-ching Chan Yung-jan          | 1-6, 2-6         | details |
| 2.               | 2022-10-23 | WTA Rouen             | hardcourt (i) | Oksana Kalasjnikova   | Natela Dzalamidze Kamilla Rachimova   | 2-6, 5-7         | details |